# Pfaffenturm (Aachen)

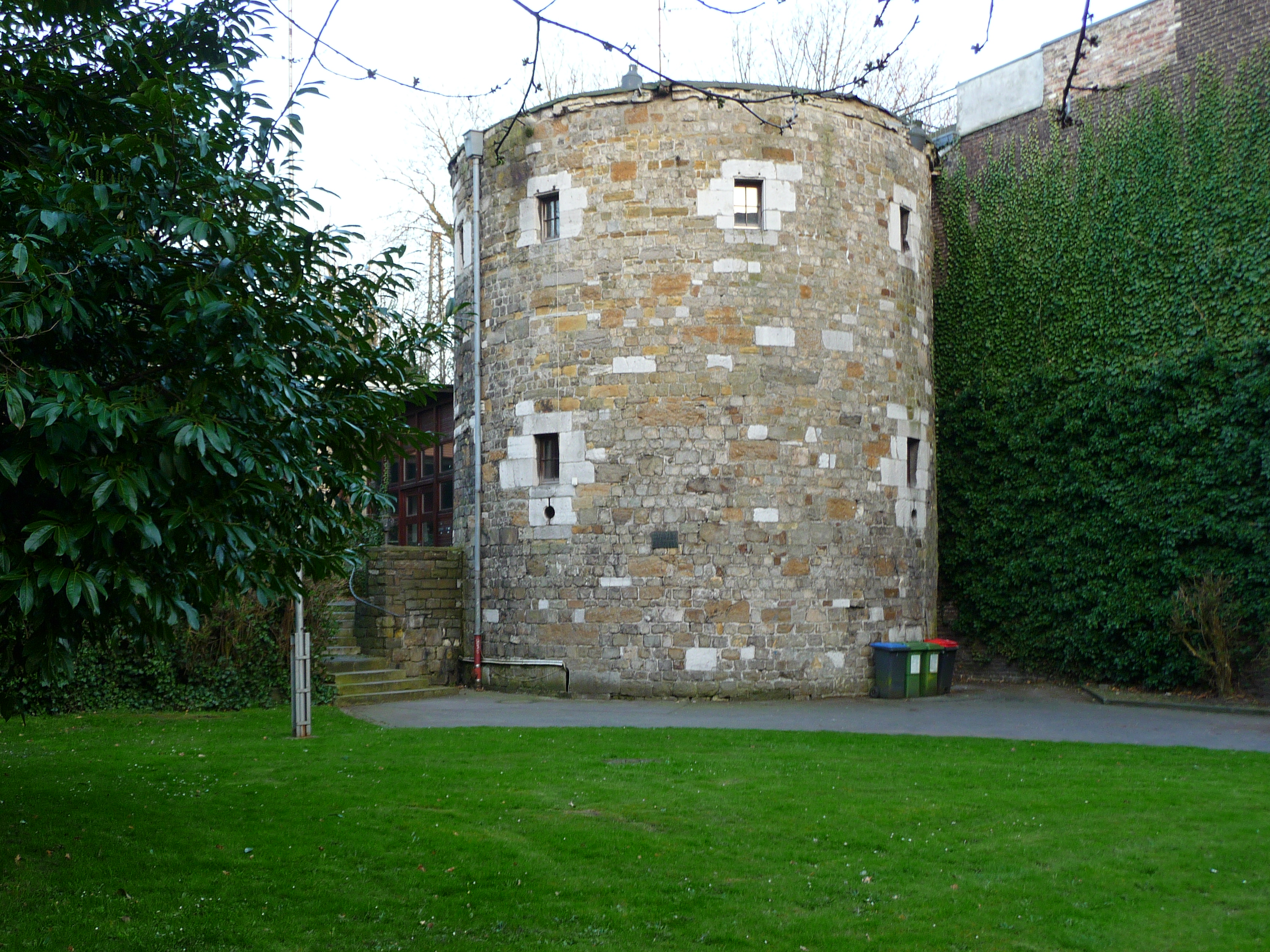
Der Pfaffenturm in Aachen

Der Pfaffenturm (auch Suylisturm genannt) war ein Wehrturm der ca. 1300 bis 1350 errichteten äußeren Stadtmauer der Stadt Aachen. Er gehört zu den wenigen erhalten gebliebenen Türmen der ehemaligen Stadtbefestigung.

## Lage
Der Pfaffenturm steht heute nahe der Kreuzung der Lochnerstraße mit der Junkerstraße. Im äußeren Mauerring stand er im Westsüdwesten als einziger Turm zwischen dem Junkerstor und dem Königstor.
Unmittelbar südlich des Pfaffenturms floss der Johannisbach, der auch Suylisbach genannt wurde, unter der Stadtmauer in die Stadt und füllte bergabwärts in Richtung Jakobstor den Stadtgraben mit Wasser. Von diesem Bach ist die Bezeichnung Suylisturm abgeleitet. Die Durchflussöffnung des Bachs war mit einem starken Eisengitter abgesichert, und oberhalb des Bachdurchflusses befand sich ein Wehrerker, durch dessen Bodenluken Steinbrocken geworfen werden konnten, um den Durchfluss gegen Eindringlinge zu verteidigen. Zwischen Pfaffenturm und Königstor befand sich auch der einzige namentlich bekannte Erker der Aachener Stadtmauer, die Wandlaus.

## Geschichte

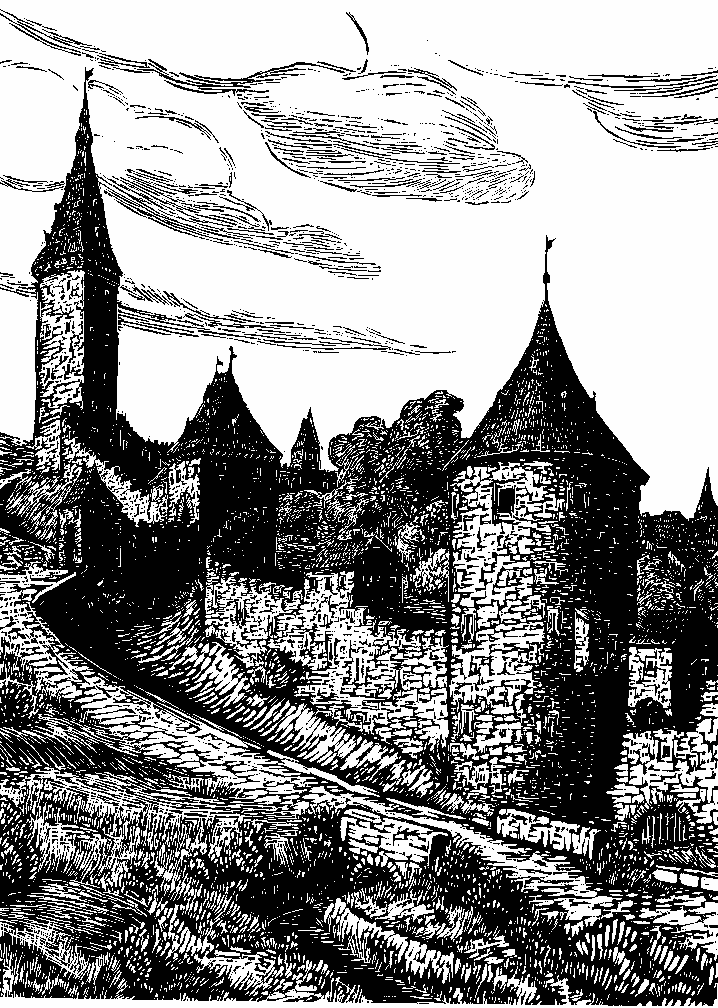
V. r. n. l. Pfaffenturm, Königstor und Langer Turm, Holzschnitt von Karl Josef Gollrad.

Der Pfaffenturm entstand erst relativ spät zwischen 1442 und 1456. Die Bezeichnung Pfaffenturm bekam er, weil die Kleriker des Münsterstifts für die Besoldung und Verpflegung der Wachmannschaft dieses Wehrturmes aufzukommen hatten.
Heute wird der Turm von der Studentenverbindung K.D.St.V. Ripuaria Aachen (CV) genutzt.

## Beschreibung
Der Pfaffenturm war der einzige vollständig runde Turm (ohne Abflachung) an der äußeren Stadtmauer. Etwa drei Viertel seines Umfangs lagen außerhalb der Stadtmauer im Stadtgraben, etwa ein Viertel innerhalb der Stadtmauer. Der heute zweigeschossige Turm hat einen Durchmesser von 9 m und eine Höhe von 8,65 m. Ursprünglich hatte der Turm drei Geschosse und trug ein Kegeldach.
Die beiden unteren Geschosse hatten Schießscharten für Bogen- und Armbrustschützen, das Obergeschoss dagegen breitere Schießluken, die durch Holzklappen verschlossen werden konnten, für den Einsatz von Geschützen wie z. B. Ballisten. Heute sind die Schießscharten und -luken durch Fenster ersetzt.
Aus dem kreisrunden Grundriss und dem Vorhandensein von Schießscharten und -luken auch in Richtung der Stadt, was es ermöglichte, den Turm nach allen Seiten zu verteidigen, lässt sich schließen, dass er auch als Fluchtburg genutzt wurde, wenn Eindringlinge bereits in der Stadt waren.

## Weblink
Koordinaten: 50° 46′ 23,7″ N, 6° 4′ 22,4″ O